# Parafia św. Katarzyny w Wesołej
Parafia św. Katarzyny w Wesołej – parafia rzymskokatolicka znajdująca się w archidiecezji przemyskiej, w dekanacie Dynów.

## Historia
W 1462 roku Małgorzata z Kmitów Mościcowa ufundowała w Wesołej drewniany kościół pw. św. Katarzyny i Barbary. W 1583 roku bp Jan Borukowski przyłączył kościół w Izdebkach do parafii w Wesołej. W 1593 roku Izdebki odłączono od parafii. W 1621 roku ks. Stanisław Fabrycjusz ufundował prebendę przy kaplicy pw. Imienia Jezus.
W 1837 roku stary kościół rozebrano, a na jego miejscu w latach 1838–1839 zbudowano murowany kościół, według projektu arch. D. Alberitza. Budowniczymi świątyni byli: Jan Malinowski z Dukli i Maksymilian Paczoszyński z Czech. W 1842 roku kościół został poświęcony. W 1891 roku bp Jakub Glazer konsekrował kościół pw. św. Katarzyny.
W latach 1889–1890 zbudowano murowaną dzwonnicę i odnowiono kościół. W 1891 roku bp Jakub Glazer konsekrował kościół. W dzwonnicy znajduje się gotycki dzwon z XVI wieku. W 1988 roku artysta Zdzisław Kudła wykonał polichromię. Obecnie kościół został uznany za zabytek i wpisany do rejestru pod nr. A-338 z 28.02.2009.
W latach 1981–1985 w Magierowie zbudowano murowany kościół filialny, który w 1985 roku został poświęcony przez bpa Stefana Moskę pw. Matki Bożej Częstochowskiej.
Na terenie parafii jest 1 147 wiernych (w tym: Wesoła – 1 200, Magierów – 69).
Proboszczowie parafii:
1865–?. ks. Edward Palch.
1876–1907. ks. Walenty Mączka.
1907–?.  ks. Franciszek Wikliński (administrator).
?.–?. ks. Stanisław Stankiewicz.
1912–?. ks. Michał Siedleczka.
?.–?. ks. Florian Zając (administrator).
1934–?.  ks. Stanisław Szpunar.
?. ks. Stanisław Oleszkiewicz
1974–1984. ks. Władysław Szypuła
1984–2017. ks. kan. Franciszek Urban.
2017– 2024 ks. Jerzy Ziaja.
2024 - nadal  ks. Jakub Wielgos